# Niederdorf (Suíça)
Niederdorf é uma comuna da Suíça, no Cantão de Basileia-Campo. Em 2017 possuía 1.807 habitantes. Estende-se por uma área de 4,41 km², de densidade populacional de 410,7 hab/km². Confina com as comunas de Arboldswil, Bennwil, Bubendorf, Hölstein, Lampenberg, Oberdorf e Titterten. 
A língua oficial nesta comuna é a língua alemã.

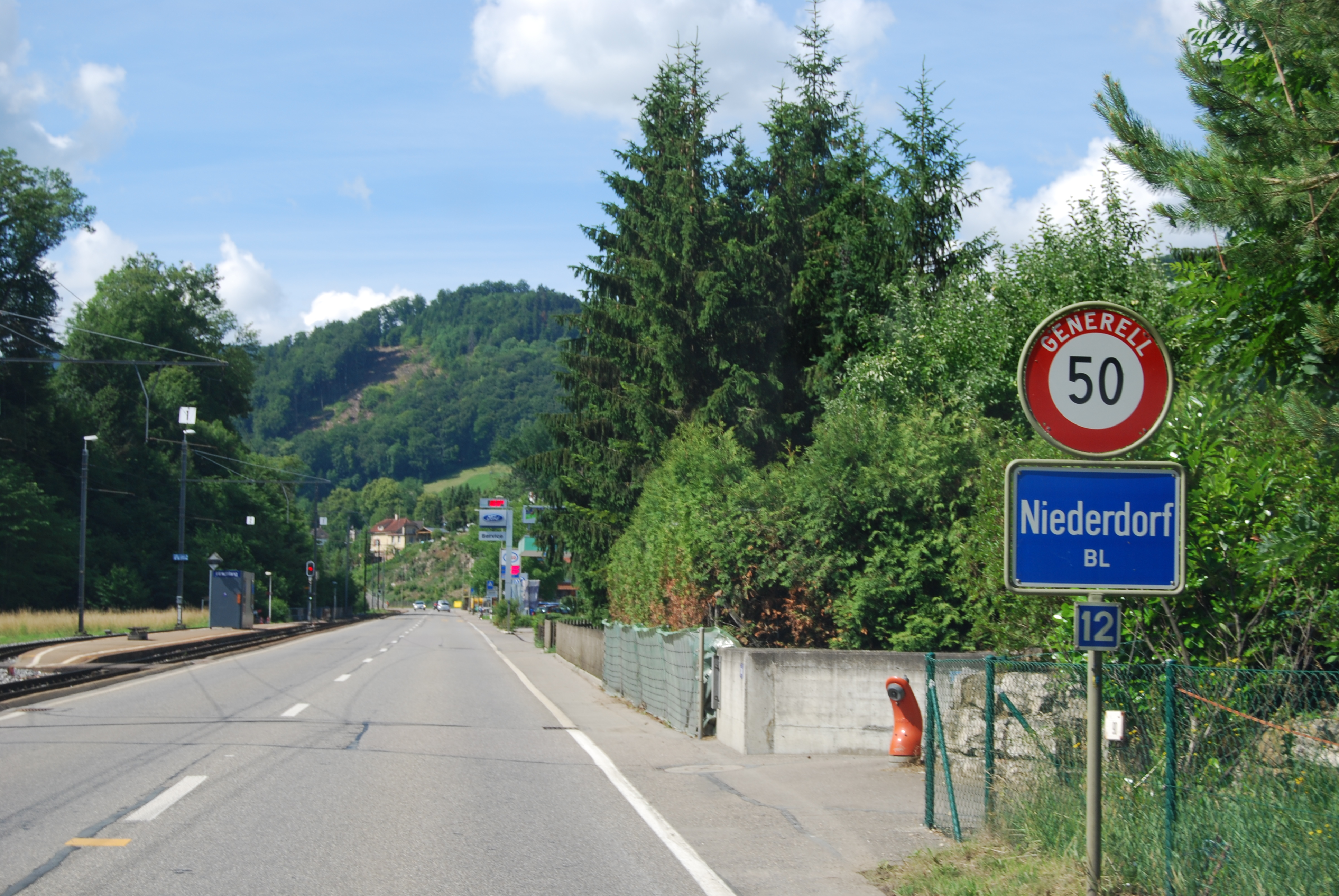
Niederdorf